# Sveta Nedelja (Ístria)
Sveta Nedelja (em italiano:  Santa Domenica ou Santa Domenica d'Albona) é um município da Croácia, situado no condado da Ístria. Tem 60,39 km² de área e sua população em 2011 foi estimada em 2.987 habitantes.